# San Diego Open 2021
San Diego Open 2021 là một giải quần vợt nam thi đấu trên mặt sân cứng ngoài trời. Đây là lần thứ 1 Giải quần vợt San Diego Mở rộng được tổ chức, và là một phần của ATP Tour 250 trong ATP Tour 2021. Giải đấu diễn ra tại Barnes Tennis Center ở San Diego, Hoa Kỳ, từ ngày 27 tháng 9 đến ngày 3 tháng 10 năm 2021.

## Nội dung đơn

### Hạt giống
| Quốc gia | Tay vợt               | Xếp hạng1 | Hạt giống |
| -------- | --------------------- | --------- | --------- |
| RUS      | Andrey Rublev         | 5         | 1         |
| NOR      | Casper Ruud           | 10        | 2         |
| CAN      | Félix Auger-Aliassime | 11        | 3         |
| CAN      | Denis Shapovalov      | 12        | 4         |
| POL      | Hubert Hurkacz        | 13        | 5         |
| ARG      | Diego Schwartzman     | 15        | 6         |
| CHI      | Cristian Garin        | 17        | 7         |
| GBR      | Dan Evans             | 23        | 8         |
| ITA      | Lorenzo Sonego        | 24        | 9         |

- 1 Bảng xếp hạng vào ngày 20 tháng 9 năm 2021.[3]

### Vận động viên khác
Đặc cách:
- Andy Murray
- Brandon Nakashima
- Kei Nishikori

Miễn đặc biệt:
- Kwon Soon-woo

Vượt qua vòng loại:
- Alex Bolt
- Salvatore Caruso
- Christopher Eubanks
- Federico Gaio

Thua cuộc may mắn:
- Kevin Anderson
- August Holmgren
- Denis Kudla

### Rút lui
Trước giải đấu
- Félix Auger-Aliassime → thay thế bởi  August Holmgren
- Cristian Garín → thay thế bởi  Dominik Koepfer
- David Goffin → thay thế bởi  Sebastian Korda
- Kwon Soon-woo → thay thế bởi  Kevin Anderson
- Dušan Lajović → thay thế bởi  Lloyd Harris
- Kei Nishikori → thay thế bởi  Denis Kudla
- Reilly Opelka → thay thế bởi  Federico Delbonis

## Nội dung đôi

### Hạt giống
| Quốc gia | Tay vợt        | Quốc gia | Tay vợt         | Xếp hạng1 | Hạt giống |
| -------- | -------------- | -------- | --------------- | --------- | --------- |
| GBR      | Joe Salisbury  | GBR      | Neal Skupski    | 25        | 1         |
| GBR      | Jamie Murray   | BRA      | Bruno Soares    | 29        | 2         |
| AUS      | John Peers     | SVK      | Filip Polášek   | 33        | 3         |
| ITA      | Simone Bolelli | ARG      | Máximo González | 57        | 4         |

- 1 Bảng xếp hạng vào ngày 20 tháng 9 năm 2021.

### Vận động viên khác
Đặc cách:
- Brandon Nakashima /  Sem Verbeek
- Antonio Šančić /  Artem Sitak

### Rút lui
Trước giải đấu
- Nicholas Monroe /  Frances Tiafoe → thay thế bởi  Dominik Koepfer /  Nicholas Monroe
- Rajeev Ram /  Jack Sock → thay thế bởi  Jordan Thompson /  Jackson Withrow

## Nhà vô địch

### Đơn
- Casper Ruud đánh bại  Cameron Norrie, 6–0, 6–2

### Đôi
- Joe Salisbury /  Neal Skupski đánh bại  John Peers /  Filip Polášek, 7–6(7–2), 3–6, [10–5]